# Dominick Daly
Dominick Daly (ur. 1798, zm. 1868) – brytyjski urzędnik kolonialny i kanadyjski polityk. Wielokrotny członek rady rządowej oraz pełniący obowiązki premiera Prowincji Kanady.

## Życiorys

### Pochodzenie
Daly, stara irlandzka rodzina, wywodząca swe tradycje z wczesnego średniowiecza, zaczęła odgrywać przodującą rolę w lokalnej polityce już w XVI w. Dzięki nieprzeciętnym zdolnościom wielu członków rodu oraz korzystnej serii małżeństw, rodzina osiągnęła brytyjskie szlachectwo.

### Początki kariery w Kanadzie
Dominic jr, syn Dominca i Joanny Herriet Burke, siostry Josepha Blake, 1. barona Wallscourt, od dziecka przygotowywany był do służby publicznej. Po nauce w prestiżowych szkołach i serii podróży europejskich, w 1823 uzyskał eksponowaną posadę sekretarza gubernatora Dolnej Kanady. Daly będąc ambitnym młodym człowiekiem, wyrobił sobie silną pozycję u boku gubernatora Francisa Burtona. Jednocześnie znając francuski i będąc katolikiem nawiązał przyjazne stosunki z Frankofonami. W 1826 r., w wyniku konfliktu pomiędzy Burtonem a gubernatorem generalnym George’em Ramsayem, o sposób w jaki byli traktowani Frankofoni, ten pierwszy został odwołany do Anglii, gdzie postawiono mu zarzut niesubordynacji. Wraz z nim do Anglii powrócił i Daly. Po krótkim dochodzeniu został oczyszczony z zarzutów, powrócił do Kanady i ponownie objął opuszczone stanowisko. Do jego obowiązków należało przygotowywanie wszystkich oficjalnych dokumentów i ogólne nadzorowanie kancelarii. W czasie swej drugiej kadencji, podobnie jak jego dawny szef, odnosił się przyjaźnie do francuskojęzycznych Kanadyjczyków, solidaryzując się z nimi. Z czasem wyrósł on na jedną z najpopularniejszych osobistości administracji kolonialnej i zaangażował się w wielotorową, społeczną, kulturalną i polityczną działalność w swej kolonii.
W czasie rebelii w 1837, Daly roztropnie unikał wszelkich komentarzy i zaangażowania w bieg wypadków. Dzięki temu przez obie strony – konserwatystów i reformistów był postrzegany jako ich człowiek. Także i władze kolonialne dążyły go zaufaniem, czego najlepszym dowodem był fakt, iż po czystkach jakie dotknęły lokalne urzędy po rebelii, był jedynym z wyższych urzędników, jaki pozostał na swoim stanowisku.
Daly, podobnie jak jego kontrpartner z Górnej Kanady Samuel Harrison, brał także czynny udział w przygotowywaniu raportu Durhama, który stał się podstawą dla utworzenia nowej kolonii (w miejsce dwóch Górnej i Dolnej Kanady) znanej jako Prowincja Kanady.

### W kanadyjskim parlamencie
Od 1841 Daly zasiadał w zgromadzeniu legislacyjnym prowincji. Choć brał udział we wszystkich sesjach parlamentu, był posłem mało aktywnym, większość swej energii poświęcając zajęciom administracyjnym, stroniąc jednocześnie od angażowania się w walki frakcyjne. Ten fakt i wcześniejsza jego reputacja zdecydowały, iż stał się pożądanym partnerem tak dla konserwatystów, jak i liberałów. Zasiadał już w pierwszym rządzie Drapera-Harissona, a następnie w kolejnych, włączając w to reformatorski rząd Baldwina-Hippolyte La Fontaina. Po upadku tego rządu w 1843, przez okres przez okres dwóch tygodni pełnił obowiązki premiera aż do momentu, gdy został powołany kolejny rząd konserwatywny. Drogi Dalego i reformistów rozeszły się jednak w 1848, kiedy powrócili oni do władzy, tworząc po raz pierwszy w historii Kanady rząd przedstawicielski. Napięcie pomiędzy Dalym a niedawnymi kolegami doszło do takiego poziomu, iż jeden z reformistów Thomas Cushin (będąc pijanym) wyzwał Dalego na pojedynek. Choć każdy z urażonych oddał strzał z pistoletów, żaden nie został zraniony. Po tych wydarzeniach Daly ostatecznie wycofał się z czynnej polityki i powrócił do Anglii.

### Kariera gubernatorska
W 1849 odrzucił propozycję objęcia funkcji gubernatora generalnego Bahamów. W rok później zaakceptował jednak podobne stanowisko na Tabago. Ze względu na trapiące go choroby, zmuszony był opuścić tropiki i powrócił na północ, przyjmując funkcję gubernatora Wyspy Księcia Edwarda. W czasie swego urzędowania brał udział w negocjacjach traktatu handlowego z USA. Odpowiedzialny był także za wprowadzenie systemu szkolnego na wyspie, jak i nadanie praw miejskich jej stolicy Charlottetown. Sprawując swoją funkcję Daly musiał się także zaangażować w spór, który kształtował politykę wyspy przez cały XIX w., a mianowicie problem nieobecnych właścicieli (zobacz: historia Wyspy Księcia Edwarda). Wtedy to odmówił podpisania ustawy przeprowadzonej przez rząd George Colesa mającej za celu eksmisję szczególnie upartych dzierżawców. W 1858 złożył rezygnację ze sprawowanej funkcji i powrócił do Anglii, gdzie w 1846 został uszlachcony. W 1861 po dwuletniej bezczynności Daly ponownie został powołany do służby kolonialnej, tym razem do Australii, gdzie zmarł 19 lutego 1868 na anemię. Jeden z synów Dominica Daly Malacho Bowes Daly został gubernatorem porucznikiem Nowej Szkocji.